# Filipovka
Filipovka, bis 1947 Philippsthal, ist ein Ortsteil der Gemeinde Višňová in Tschechien. Er liegt neun Kilometer nordwestlich des Stadtzentrums von Frýdlant an der polnischen Grenze und gehört zum Okres Liberec.

## Geographie
Filipovka liegt linksseitig der Smědá (Wittig) am Unterlauf des Saňský potok (Zahnebach) im Isergebirgsvorland. Nördlich erhebt sich der Doupňák (Kapellenberg), im Nordosten der Nademlýnský vrch (263 m) und die Skalka (340 m), südöstlich der Hradec (Abtsberg, 313 m) und der Kamenáč (Aschberg, 304 m), im Süden die Pohanské kameny (Hain, 297 m), südwestlich die Działoszynka (329 m) sowie im Nordwesten die Sedlákovy Lhoty (Jäkelberg, 313 m). Östlich des Dorfes verläuft die Bahnstrecke Liberec–Zawidów.
Nachbarorte sind Boleslav im Norden, Černousy im Nordosten, V Poli und Dolní Pertoltice im Osten, Nové Pertoltice und Předlánce im Südosten, Michalovice und Višňová im Süden, Wolanów im Südwesten, Działoszyn und Saň im Westen sowie Loučná im Nordwesten.

## Geschichte
Auf einem westlichen Ausläufer der Sedlákovy Lhoty zwischen Loučná und Saň befand sich im 9. und 10. Jahrhundert eine slawische Burgwallanlage, die Ähnlichkeiten mit der Slawenburg Tornow aufweist.
Filipovka ist jedoch wesentlich jünger. Im Jahre 1723 verkaufte der Besitzer der Herrschaft Friedland, Philipp Joseph von Gallas, sechs Siedlern auf den Fluren des Gutes Lautsche Parzellen am Zahnebach an der sächsischen Grenze. Zwei Jahre später erhielt die neue Siedlung nach ihrem Gründer den Namen Philippsthal.
Im Jahre 1832 bestand Philippsthal aus 16 Häusern mit 76 deutschsprachigen Einwohnern. Pfarrort war Wiese. Durch den Haupt-Gränz- und Territorial-Recess zwischen dem Königreich Sachsen und dem Kaisertum Österreich vom 5. März 1848 erfolgte südlich von Philippsthal eine neue Grenzziehung; der Hain und das Haingut kamen damit zu Böhmen. Bis zur Mitte des 19. Jahrhunderts blieb Philippsthal der Allodialherrschaft Friedland untertänig.
Nach der Aufhebung der Patrimonialherrschaften bildete Philippsthal ab 1850 einen Ortsteil der Gemeinde Engelsdorf im Bunzlauer Kreis und Gerichtsbezirk Friedland. Zugleich wurden Philippsthal, Lautsche und Zahne mit Engelsdorf zu einer Katastralgemeinde vereinigt. Ab 1868 gehörte Philippsthal zum Bezirk Friedland. In der zweiten Hälfte des 19. Jahrhunderts wuchs das Dorf auf 20 Häuser an. Im Haus Nr. 3 eröffnete das Gasthaus Kretscham, seit dem Ende des 19. Jahrhunderts gehörte es der Familie Effenberger. Das Gasthaus war zugleich der einzige Gewerbebetrieb im Ort. Zwischen 1873 und 1875 erfolgte der Bau der Bahnstrecke Reichenberg–Seidenberg. Seit dem Ende des 19. Jahrhunderts entwickelte sich Philippsthal zu einer Sommerfrische und war Ausgangspunkt für Ausflügler zum Heidenstein. Nach dem Münchner Abkommen erfolgte 1938 die Angliederung an das Deutsche Reich; bis 1945 gehörte Philippsthal zum Landkreis Friedland. Nach dem Ende des Zweiten Weltkrieges kam Philippsthal zur Tschechoslowakei zurück. In den Jahren 1946 und 1947 wurden die meisten deutschböhmischen Bewohner vertrieben. 1947 erhielt das Dorf den neuen Namen Filipovka. Im Zuge der Auflösung des Okres Frýdlant wurde es 1960 dem Okres Liberec zugeordnet. Am 1. Juli 1980 wurde Filipovka zusammen mit Andělka nach Višňová eingemeindet.
1991 hatte Filipovka 26 Einwohner. Im Jahre 2001 bestand das Dorf aus 14 Wohnhäusern, in denen 32 Menschen lebten. Insgesamt besteht Filipovka aus 18 Häusern.

## Ortsgliederung
Der Ortsteil Filipovka ist Teil des Katastralbezirkes Andělka.

## Sehenswürdigkeiten
- Starý hrad (Altes Schloss), slawischer Burgstall, westlich von Filipovka
- Naturreservat Meandry Smědé (Wittig-Mäander) und Teich Dubák, nordöstlich des Dorfes
- Der Heidenstein (Pohanské kameny), markante Gruppe von Granitfelsblöcken auf dem Hain
- mehrere Oberlausitzer Fachwerkhäuser, das Gehöft Nr. 10 im oberen Teil des Dorfes ist ein Kulturdenkmal. Es besteht aus einem Wohngebäude und einer Scheune, zwischen denen der Weg nach Saň hindurchführt. Die Fachwerkscheune stellt ein einzigartiges Bauwerk Oberlausitzer Typs im böhmischen Grenzgebiet dar.